# 施乾平
施（1973年—），男，汉族，山东菏泽人，中华人民共和国政治人物。现任华纳控股集团董事长，德迈国际产业集团董事长，金恒丰科技集团董事长。第十四届全国政协委员。